# World Trade Center 4

Lage des WTC 4 in Manhattan

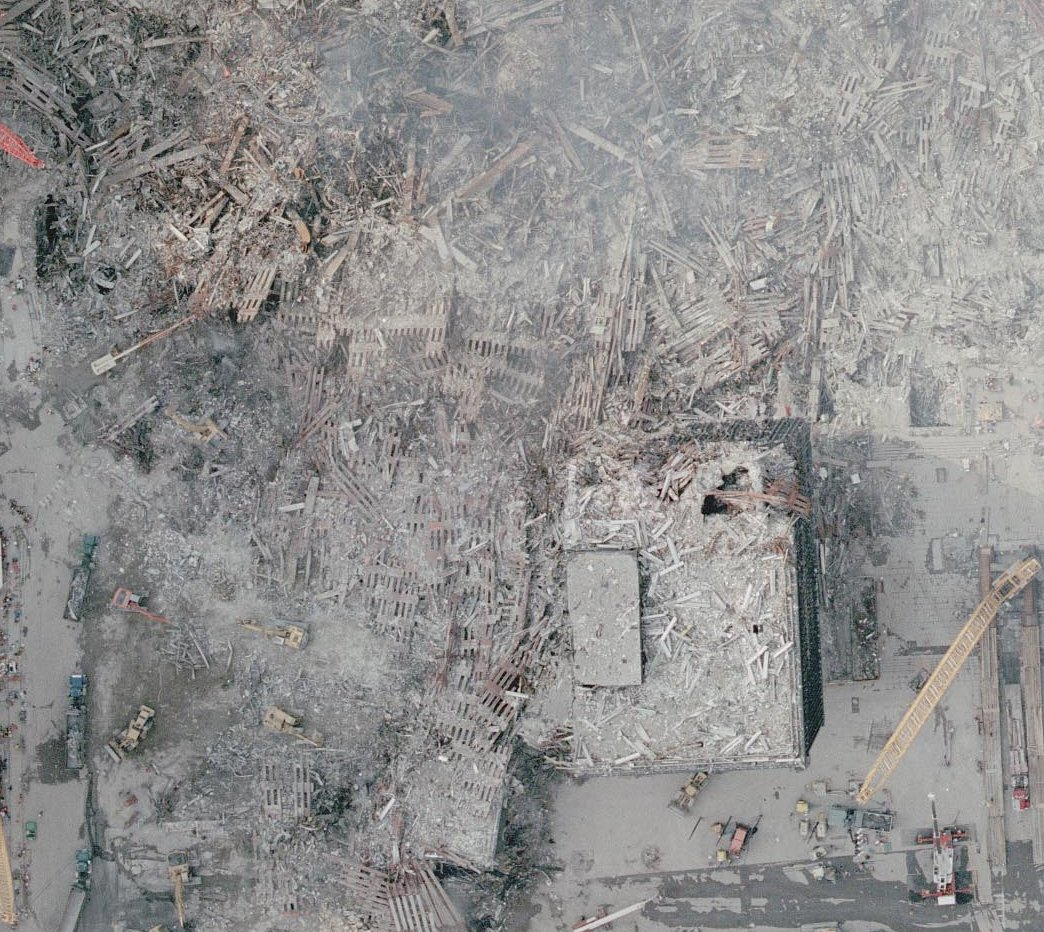
Luftaufnahme des WTC 4 vom 23. September 2001

Das World Trade Center 4 war ein neunstöckiges Bürohochhaus im südlichen Bereich des World Trade Centers in Lower Manhattan, New York City, USA. Es wurde durch die Folgen der Terroranschläge am 11. September 2001 beim Einsturz des South Tower (WTC 2) von den herabfallenden Trümmern begraben und bei den Aufräumarbeiten abgetragen. Einer der Besitzer des World Trade Center 4 war die Deutsche Bank AG und das New Yorker Unternehmen ICE Futures U.S. (früher „New York Board of Trade“).
150 Meter weiter östlich wurde der neue Four World Trade Center gebaut.